# Tualatin (hardware)

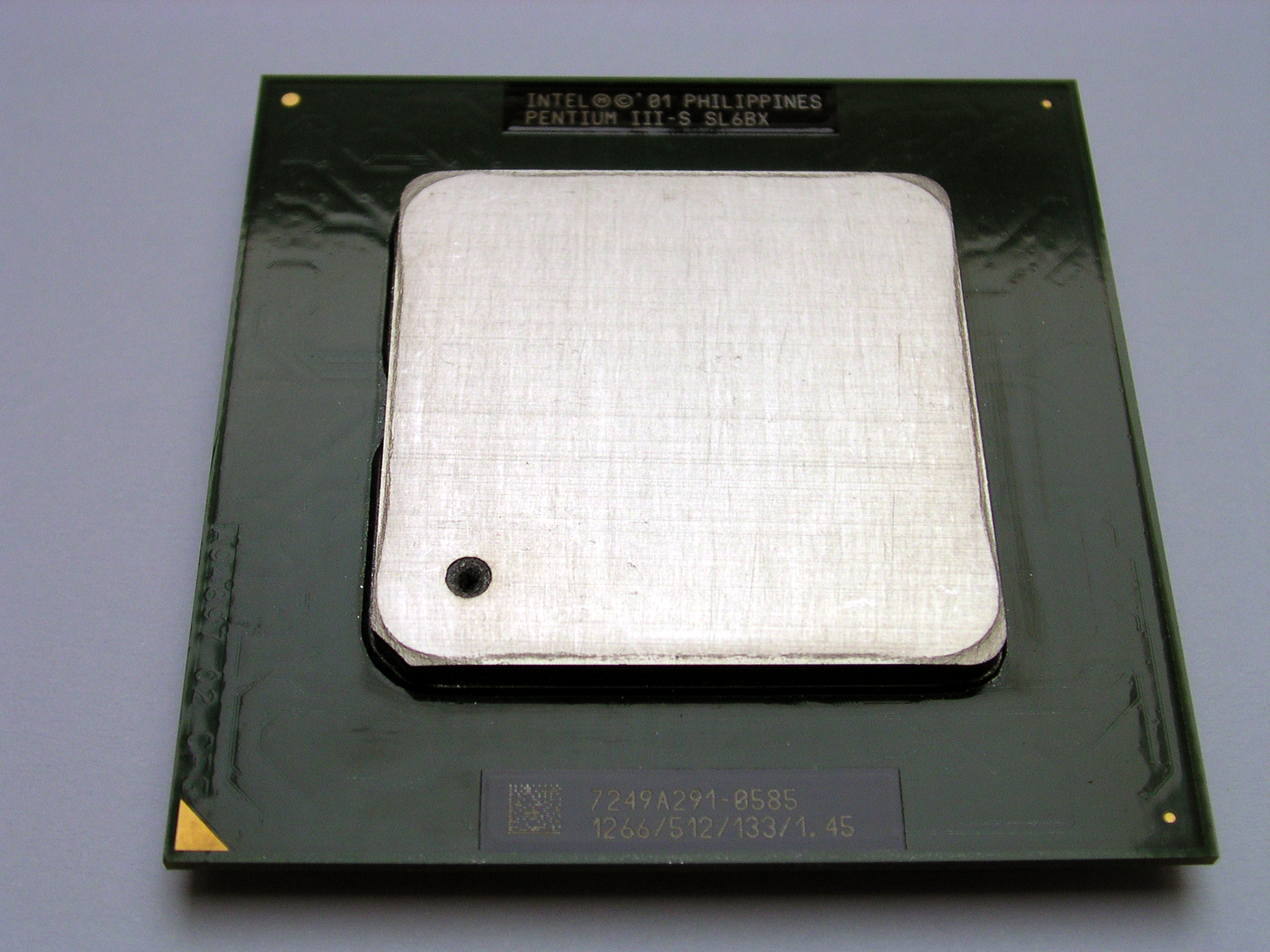
Pentium III-S Tualatin

Tualatin era il nome in codice della terza (ed ultima) generazione del processore Pentium III, sviluppato da Intel come successore del core Coppermine, e arrivò sul mercato alla fine del 2000.
Il core Tualatin ebbe però vita breve, circa un anno, in quanto era contemporaneo del primo Pentium 4 Willamette che a parità di clock era più lento e questo fatto creava della concorrenza interna alla stessa Intel, dato che nelle intenzioni del produttore era proprio il nuovo progetto a dover costituire il vero "cavallo di battaglia".

## Caratteristiche tecniche

### Processo produttivo
Le differenze tra Tualatin e Coppermine erano relativamente ridotte, ma tra queste la più importante era senza dubbio il nuovo processo produttivo a 130 nm (contro quello a 180 nm utilizzato per il predecessore). Tale innovazione consentì ad Intel, prima di tutto, di migliorare ulteriormente la resa produttiva, potendo costruire più chip per ogni singolo wafer, e in secondo luogo di aumentare il clock arrivato nelle ultime versioni fino a 1400 MHz, ovvero pari alla frequenza d'introduzione del primo Pentium 4 Willamette.
Inoltre, con l'arrivo dei cosiddetti Pentium III-S, Intel raddoppiò la dotazione di cache L2, portandola a 512 KB. Il core Tualatin inoltre portò benefici anche nel campo delle temperature di esercizio, decisamente più basse rispetto a quelle di Coppermine, ovvero circa 70° contro 80°. Il bus rimase invece quello a 133 MHz mentre il socket fu ancora il 370 introdotto con Coppermine.

### Tecnologie implementate
Rispetto al core Coppermine, il core Tualatin non introdusse nessuna tecnologia innovativa, quindi erano presenti ancora sia le istruzioni MMX, sia le SSE. Le SSE2 infatti, pur essendo già state sviluppate, vennero introdotte da Intel solo nel processore Pentium 4 e non vennero estese anche al core Tualatin.

### Incompatibilità
La caratteristica peculiare della terza generazione di P3 e dei Celeron ad essa contemporanei era però l'incompatibilità con le schede madri destinate ai processori delle generazioni precedenti, quindi erano necessarie nuove schede madri. Le schede madri destinate ai processori Tualatin erano compatibili anche con i processori Coppermine, ma non viceversa. A loro volta, le schede madri destinate ai Coppemine erano compatibili anche coi Celeron basati sul core Mendocino, che invece non funzionavano sulle schede madri destinate ai Tualatin.
Esistevano però degli adattatori, che consentivano di montare i processori Tualatin anche su numerose schede madri riservate ai processori Mendocino e Coppermine. Uno, prodotto dalla Powerleap, consentiva di installarli su PC dotati di vecchie schede madri su Slot-1 che solitamente ospitavano processori Pentium II o Pentium III Katmai.

## Non solo Pentium III, anche Celeron
Il core Tualatin venne utilizzato da Intel, anche come base per l'evoluzione a 130 nm della CPU Celeron. In questa evoluzione il Celeron non era molto diverso dal Pentium III da cui derivava, l'unica differenza era infatti costituita dal BUS che funzionava a 100 MHz. Ovviamente se si vuole fare il confronto anche con i Pentium III-S, bisogna notare anche la differenza nella quantità di cache, rimasta invariata a 256 KB nei Celeron.

## Alla base anche del Pentium III-M
Il core Tualatin venne utilizzato da Intel anche come base per l'unica generazione di Pentium III-M arrivata sul mercato come evoluzione del precedente Mobile Pentium II PE che era invece basato sul core Dixon. La versione di Tualatin utilizzata nel Pentium III-M era quella alla base anche del Pentium III-S (vale a dire quella dotata di 512 KB di cache L2) con l'aggiunta della prima generazione della tecnologia di risparmio energetico SpeedStep, ovvero quella tecnologia che consentiva di variare dinamicamente il clock di esercizio della CPU, abbassandolo quando non era necessaria tutta la potenza elaborativa, con la conseguente diminuzione dei consumi; la tecnologia SpeedStep ebbe poi molto successo nei processori Intel e gradualmente venne introdotta in tutti i prodotti successivi, non solo quelli pensati per il settore mobile.

## La base del Pentium M
Come accennato prima, il progetto Tualatin durò poco sul mercato, dato che le sue caratteristiche "affossavano" i primi Pentium 4. Ovviamente Intel non poteva rischiare che i consumatori si convincessero che un Pentium III era migliore di un Pentium 4, e quindi decise di ridurre sempre più la sua proposta sul mercato, concentrando tutte le energie delle proprie campagne marketing sul Pentium 4.
In realtà il progetto Tualatin, non "morì" con l'ultimo Pentium III, ma venne riutilizzato come base per lo sviluppo dell'architettura del primo Pentium M Banias (il processore alla base della prima generazione della piattaforma Centrino, conosciuta come Carmel) sviluppato dai centri di ricerca di Intel situati ad Haifa in Israele. Qui infatti nel 2001 era stato praticamente completato il progetto di Timna, una CPU rivoluzionaria per i tempi con un doppio controller integrato, sia per la memoria RAM, sia per la scheda video; a questo punto, però Intel fu costretta, per questioni commerciali a interromperne lo sviluppo, per passare a quello di un processore specificatamente pensato per l'ambito "mobile", quello che poi sarebbe appunto diventato il primo Pentium M Banias.
Avendo come riferimento i Pentium III Tualatin (in particolare quelli già ottimizzati per l'utilizzo in sistemi mobile, quindi dotati della tecnologia SpeedStep) e i Pentium 4 Willamette, gli ingegneri decisero di creare una sorta di processore "ibrido", quello che venne chiamato "Un Pentium III con il BUS del Pentium 4", in modo da poter sfruttare i vantaggi di ciascun "genitore". In realtà era appunto una revisione del Pentium III Tualatin, ottimizzata per l'ambito mobile.

## Modelli
La tabella seguente mostra i modelli di Pentium III e Celeron, basati su core Tualatin, arrivati sul mercato. Molti di questi condividono caratteristiche comuni pur essendo basati su diversi core; per questo motivo, allo scopo di rendere maggiormente evidente tali affinità e "alleggerire" la visualizzazione alcune colonne mostrano un valore comune a più righe. Di seguito anche una legenda dei termini (alcuni abbreviati) usati per l'intestazione delle colonne:
- Nome Commerciale: si intende il nome con cui è stato immesso in commercio quel particolare esemplare.
- Data: si intende la data di immissione sul mercato di quel particolare esemplare.
- Socket: lo zoccolo della scheda madre in cui viene inserito il processore. In questo caso il numero rappresenta oltre al nome anche il numero dei pin di contatto.
- Clock: la frequenza di funzionamento del processore.
- Molt.: sta per "Moltiplicatore" ovvero il fattore di moltiplicazione per il quale bisogna moltiplicare la frequenza di bus per ottenere la frequenza del processore.
- Pr.Prod.: sta per "Processo produttivo" e indica tipicamente la dimensione dei gate dei transistors (180 nm, 130 nm, 90 nm) e il numero di transistor integrati nel processore espresso in milioni.
- Voltag.: sta per "Voltaggio" e indica la tensione di alimentazione del processore.
- Watt: si intende il consumo massimo di quel particolare esemplare.
- Bus: frequenza del bus di sistema.
- Cache: dimensione delle cache di 1º e 2º livello.
- XD: sta per "XD-bit" e indica l'implementazione della tecnologia di sicurezza che evita l'esecuzione di codice malevolo sul computer.
- 64: sta per "EM64T" e indica l'implementazione della tecnologia a 64 bit di Intel.
- HT: sta per "Hyper-Threading" e indica l'implementazione della esclusiva tecnologia Intel che consente al sistema operativo di vedere 2 core logici.
- ST: sta per "SpeedStep Technology" ovvero la tecnologia di risparmio energetico sviluppata da Intel e inserita negli ultimi Pentium 4 Prescott serie 6xx per contenere il consumo massimo.
- VT: sta per "Vanderpool Technology", la tecnologia di virtualizzazione che rende possibile l'esecuzione simultanea di più sistemi operativi differenti contemporaneamente.

| Pentium III            | Pentium III | Pentium III           | Pentium III | Pentium III | Pentium III    | Pentium III  | Pentium III | Pentium III | Pentium III      | Pentium III | Pentium III | Pentium III | Pentium III | Pentium III |
| Nome Commerciale       | Data        | Socket                | Clock       | Molt.       | Pr.Prod.       | Voltag.      | Watt        | Bus         | Cache            | XD          | 64          | HT          | ST          | VT          |
| ---------------------- | ----------- | --------------------- | ----------- | ----------- | -------------- | ------------ | ----------- | ----------- | ---------------- | ----------- | ----------- | ----------- | ----------- | ----------- |
| Pentium III 1 GHz      | N.A.        | 370                   | 1 GHz       | 7,5x        | 130 nm 28 mil. | 1,47 V       | 30 W        | 133 MHz     | L1=32KB L2=256KB | No          | No          | No          | No          | No          |
| Pentium III 1,13 GHz   | lug/2001    | 370                   | 1,13 GHz    | 8,5x        | 130 nm 28 mil. | 1,47 V       | 30 W        | 133 MHz     | L1=32KB L2=256KB | No          | No          | No          | No          | No          |
| Pentium III 1,2 GHz    | N.A.        | 370                   | 1,2 GHz     | 9x          | 130 nm 28 mil. | 1,47 V       | 30 W        | 133 MHz     | L1=32KB L2=256KB | No          | No          | No          | No          | No          |
| Pentium III 1,33 GHz   | N.A.        | 370                   | 1,33 GHz    | 10x         | 130 nm 28 mil. | 1,47 V       | 30 W        | 133 MHz     | L1=32KB L2=256KB | No          | No          | No          | No          | No          |
| Pentium III 1,4 GHz    | N.A.        | 370                   | 1,4 GHz     | 10,5x       | 130 nm 28 mil. | 1,47 V       | 30 W        | 133 MHz     | L1=32KB L2=256KB | No          | No          | No          | No          | No          |
| Pentium III-S 1,13 GHz | N.A.        | 370                   | 1,13 GHz    | 8,5x        | 130 nm 46 mil. | 1,45 V       | 28 W        | 133 MHz     | L1=32KB L2=512KB | No          | No          | No          | No          | No          |
| Pentium III-S 1,20 GHz | N.A.        | 370                   | 1,20        | 9,0x        | 130 nm 46 mil. | 1,45 V       | 28 W        | 133 MHz     | L1=32KB L2=512KB | No          | No          | No          | No          | No          |
| Pentium III-S 1,26 GHz | N.A.        | 370                   | 1,26 GHz    | 9,5x        | 130 nm 46 mil. | 1,45 V       | 28 W        | 133 MHz     | L1=32KB L2=512KB | No          | No          | No          | No          | No          |
| Celeron                |             |                       |             |             |                |              |             |             |                  |             |             |             |             |             |
| Celeron-A 1 GHz        | N.A.        | 370                   | 1 GHz       | 10x         | 130 nm 28 mil. | 1,47 V       | 30 W        | 100 MHz     | L1=32KB L2=256KB | No          | No          | No          | No          | No          |
| Celeron-A 1,1 GHz      | N.A.        | 370                   | 1,1 GHz     | 11x         | 130 nm 28 mil. | 1,47 V       | 30 W        | 100 MHz     | L1=32KB L2=256KB | No          | No          | No          | No          | No          |
| Celeron 1,2 GHz        | 2/ott/2001  | 370                   | 1,2 GHz     | 12x         | 130 nm 28 mil. | 1,47 V       | 30 W        | 100 MHz     | L1=32KB L2=256KB | No          | No          | No          | No          | No          |
| Celeron 1,3 GHz        | 3/gen/2002  | 370                   | 1,3 GHz     | 13x         | 130 nm 28 mil. | 1,47 V       | 30 W        | 100 MHz     | L1=32KB L2=256KB | No          | No          | No          | No          | No          |
| Celeron 1,4 GHz        | 15/mag/2002 | 370                   | 1,4 GHz     | 14x         | 130 nm 28 mil. | 1,5 V        | 30 W        | 100 MHz     | L1=32KB L2=256KB | No          | No          | No          | No          | No          |
| Pentium III-M          |             |                       |             |             |                |              |             |             |                  |             |             |             |             |             |
| Pentium III-M 866 MHz  | N.A.        | 479 BGA Micro-PGA 478 | 866 MHz     | 6,5x        | 130 nm 44 mil. | 1,4 V 1,15 V | 28 W 11 W   | 133 MHz     | L1=32KB L2=512KB | No          | No          | No          | Sì          | No          |
| Pentium III-M 933 MHz  | N.A.        | 479 BGA Micro-PGA 478 | 933 MHz     | 7x          | 130 nm 44 mil. | 1,4 V 1,15 V | 28 W 11 W   | 133 MHz     | L1=32KB L2=512KB | No          | No          | No          | Sì          | No          |
| Pentium III-M 1 GHz    | N.A.        | 479 BGA Micro-PGA 478 | 1 GHz       | 7,5x        | 130 nm 44 mil. | 1,4 V 1,15 V | 28 W 11 W   | 133 MHz     | L1=32KB L2=512KB | No          | No          | No          | Sì          | No          |
| Pentium III-M 1,06 GHz | N.A.        | 479 BGA Micro-PGA 478 | 1,06 GHz    | 8x          | 130 nm 44 mil. | 1,4 V 1,15 V | 28 W 11 W   | 133 MHz     | L1=32KB L2=512KB | No          | No          | No          | Sì          | No          |
| Pentium III-M 1,13 GHz | N.A.        | 479 BGA Micro-PGA 478 | 1,13 GHz    | 8,5x        | 130 nm 44 mil. | 1,4 V 1,15 V | 28 W 11 W   | 133 MHz     | L1=32KB L2=512KB | No          | No          | No          | Sì          | No          |
| Pentium III-M 1,2 GHz  | N.A.        | 479 BGA Micro-PGA 478 | 1,2 GHz     | 9x          | 130 nm 44 mil. | 1,4 V 1,15 V | 28 W 11 W   | 133 MHz     | L1=32KB L2=512KB | No          | No          | No          | Sì          | No          |
| Pentium III-M 1,26 GHz | N.A.        | 479 BGA Micro-PGA 478 | 1,26 GHz    | 9,5x        | 130 nm 44 mil. | 1,4 V 1,15 V | 28 W 11 W   | 133 MHz     | L1=32KB L2=512KB | No          | No          | No          | Sì          | No          |
| Pentium III-M 1,33 GHz | N.A.        | 479 BGA Micro-PGA 478 | 1,33 GHz    | 10x         | 130 nm 44 mil. | 1,4 V 1,15 V | 28 W 11 W   | 133 MHz     | L1=32KB L2=512KB | No          | No          | No          | Sì          | No          |

Nota: la tabella soprastante è un estratto di quelle complete contenute nelle pagine del Pentium III, Celeron e Pentium III-M.

## Il successore
Non esiste un vero e proprio successore di Tualatin in quanto esso fu l'ultimo Pentium III arrivato sul mercato. Si possono però, in un certo senso, definire come "successori" sia il Pentium 4 Willamette, sia il Pentium M Banias, dato che, seppure per ragioni e con caratteristiche diverse, entrambi affondavano le proprie "radici" nell'architettura del core Tualatin.